# Alfred Sisley

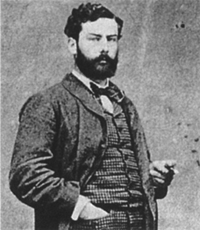
Alfred Sisley.

Alfred Sisley (30 tháng 10 năm 1839 – 29 tháng 1 năm 1899) là một họa sĩ theo trường phái ấn tượng người Anh sống và làm việc ở Pháp.

## Tiểu sử

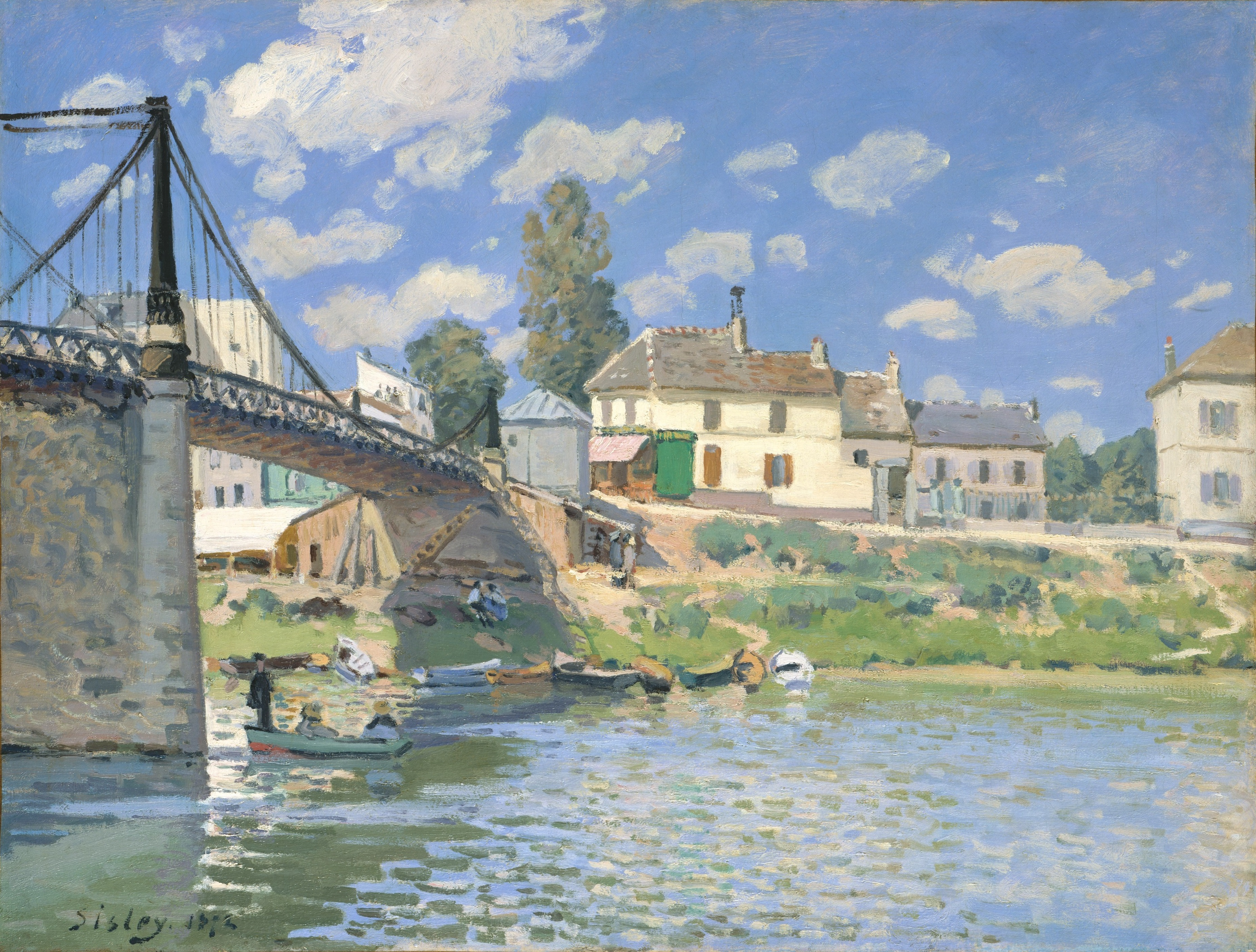
Bridge at Villeneuve-la-Garenne. 1872. Alfred Sisley. New York: Metropolitan Museum of Art.

Sisley sinh ra ở Paris trong một gia đình người anh giàu có, William Sisley và Felicia Sell. Trong những năm đầu của thập kỉ 1860 ông học tại phòng tranh của Marc-Charles-Gabriel Gleyre, nơi ông làm quen với Frédéric Bazille, Claude Monet và Pierre-Auguste Renoir. Cùng nhau họ vẽ các bức tranh khung cảnh en plein air (ngoài trời) để có thể nắm bắt được một cách trung thực hiệu ứng của ánh sáng mặt trời. Cách tiếp cận này, khá là mới mẻ vào lúc đó, đã đem lại những bức tranh nhiều màu sắc hơn và được vẽ ở khung cảnh thoáng rộng hơn những bức tranh mà công chúng thường nhìn thấy. Do đó, Sisley và các bạn ông ít có cơ hội để triển lãm hay bán tranh của họ, mặc dù không như những bạn học khác phải chịu khó khăn về tài chính, Sisley nhận một khoản trợ cấp thường xuyên từ cha ông.
Các tác phẩm thời học sinh của Sisley đều thất lạc. Bức tranh sớm nhất của ông, Đường gần thị trấn nhỏ được cho là ông vẽ khoảng 1864.
Vào năm 1866, ông thành hôn với Eugénie Lesouezec, một người Breton, và có hai người con. Sự an toàn về mặt tài chính của ông biến mất vào năm 1870 khi doanh nghiệp của cha ông thất bại, và phương tiện kiếm sống duy nhất của Sisley là bán các bức tranh ông vẽ. Cho đến cuối đời ông sống trong nghèo khó; giá trị của các bức tranh của ông chỉ tăng đáng kể sau khi ông qua đời.
Vào năm 1880 Sisley và gia đình di chuyển đến một ngôi làng nhỏ gần Moret-sur-Loing, gần với rừng Fontainebleau nơi các họa sĩ của trường phái Barbizon đã từng làm việc trong những năm đầu của thế kỉ. Nơi đây, như là sử gia hội họa Anne Poulet đã nói, "những khung cảnh nhẹ nhàng với bầu không khí luôn luôn thay đổi đã hài hòa với tài năng của ông một cách lý tưởng. Không giống như Monet, ông không bao giờ đi tìm những bi kịch từ những đại dương đang nổi sóng hay các khung cảnh sặc sỡ sắc màu của Côte d'Azur."
Ngoại trừ một giai đoạn sống ở Luân Đôn vào 1857-61— vài chuyến đi ngắn đến Anh vào năm 1874, 1881, và 1897—Sisley hầu như suốt đời sống ở Pháp. Rất ít thông tin được biết đến về mối quan hệ của ông với những bức tranh của J. M. W. Turner và John Constable, mà ông có thể đã nhìn thấy ở London, mặc dù có người đề nghị rằng những nghệ sĩ này đã có ảnh hưởng đến sự phát triển của ông như là một họa sĩ phái trừu tượng.
Mặc dù nhà họa sĩ theo trường phái ấn tượng đã bị che mờ bởi Monet, vì tranh ông giống tranh của Monet nhất, mặc dù Sisley ít thí nghiệm hơn, và thường làm việc ở một mức độ nhỏ hơn. Được miêu tả bởi nhà lịch sử hội họa Robert Rosenblum như là có "gần như là một tính chất chung nhất, có ý tưởng khách quan nhất từ sách vở rằng một bức tranh theo trường phái ấn tượng phải như thế nào", các tác phẩm của ông làm nổi bật không gian và bầu trời trong tranh ông luôn gây nhiều ấn tượng. Ông tập trung vào mảng đề tài khung cảnh và là người nhất quán nhất trong các họa sĩ theo trường phái ấn tượng.
Sisley qua đời tại Moret-sur-Loing lúc 59 tuổi, chỉ một vài tháng sau cái chết của vợ ông.

## Các tác phẩm nổi tiếng
Trong các tác phẩm được biết đến nhiều nhất của Sisley là Đường ở Moret và Những đồi cát, cả hai sở hữu bởi Viện bảo tàng nghệ thuật Chicago, và Chiếc cầu tại Moret-sur-Loing được trưng bày tại Viện bảo tàng Orsay (Musée d'Orsay), Paris.

## Tác phẩm tiêu biểu
- Lane near a Small Town (c. 1864)

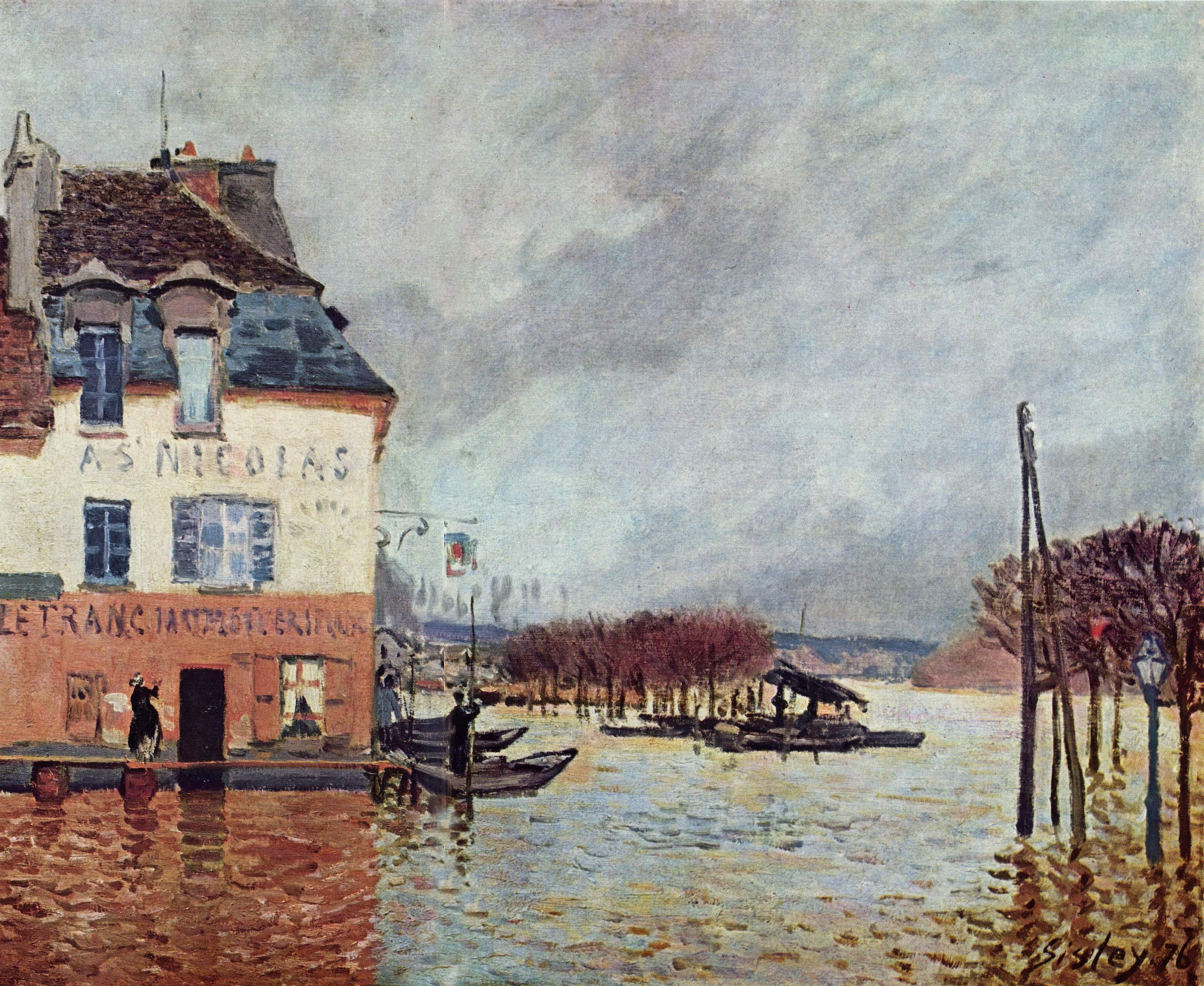
Flood at Port-Marly, 1876

- Avenue of Chestnut Trees near La Celle-Saint-Cloud (c. 1865)
- Village Street in Marlotte (1866)
- Avenue of Chestnut Trees near La Celle-Saint-Cloud (1867)
- Still Life with Heron (1867)
- The Seine at St. Mammes (1867-1869)
- View of Montmartre from the cite des Fleurs (1869)
- Early Snow at Louveciennes (c. 1871-1872)
- Boulevard Heloise, Argenteuil (1872)
- Bridge at Villeneuve-la-Garenne (1872)
- Ferry to the Ile-de-la-Loge - Flood (1872)
- Footbridge at Argenteuil (1872)
- La Grande-Rue, Argenteuil (c. 1872)
- Square in Argenteuil (Rue de la Chaussee) (1872)
- Chemin de la Machine Louveciennes (1873)
- Factory in the Flood, Bougival (1873)
- Rue de la Princesse, Louveciennes (1873)
- Sentier de la Mi-cote, Louveciennes (1873)
- Among the Vines Louveciennes (1874)
- Bridge at Hampton Court (1874)
- The Lesson (1874)
- Molesey Weir - Morning (1874)
- Regatta at Hampton Court (1874)
- Regattas at Molessey (1874)
- Snow on the Road Louveciennes (1874)
- Under the Bridge at Hampton Court (1874)
- Street in Louveciennes (Rue de la Princesse) (1875)
- Small Meadows in Spring (c. 1881)